# Бахрейн на летних Олимпийских играх 1988
Бахрейн принимал участие в Летних Олимпийских играх 1988 года в Сеуле (Республика Корея) во второй раз за свою историю, но не завоевал ни одной медали. Сборную страны представляли 10 спортсменов, выступавших в четырёх видах спорта, в том числе в показательном виде тхэквондо.

## Результаты

### Лёгкая атлетика
Спортсменов — 3
Мужчины
| Спортсмен          | Дисциплина   | Первый раунд | Первый раунд | Полуфинал            | Полуфинал            | Финал                | Финал                |
| Спортсмен          | Дисциплина   | Время        | Место        | Время                | Место                | Время                | Место                |
| ------------------ | ------------ | ------------ | ------------ | -------------------- | -------------------- | -------------------- | -------------------- |
| Абдулла Аль-Досари | 3000 м с пр. | 9:10.85      | 29           | Завершил выступления | Завершил выступления | Завершил выступления | Завершил выступления |
| Халид Гома         | 100 м        | 10.80        | 69           | Завершил выступления | Завершил выступления | Завершил выступления | Завершил выступления |
| Ахмед Хамада       | 400 м с/б    | 51.34        | 29           | Завершил выступления | Завершил выступления | Завершил выступления | Завершил выступления |

### Современное пятиборье
Спортсменов — 3
Мужчины
| Спортсмен                                       | Дисциплина           | Стрельба  | Стрельба | Стрельба | Фехтование | Фехтование | Фехтование | Плавание | Плавание | Плавание | Выездка     | Выездка | Выездка | Кросс    | Кросс | Кросс | Сумма | Место |
| Спортсмен                                       | Дисциплина           | Попадания | Очки     | Место    | Результат  | Очки       | Место      | Время    | Очки     | Место    | Время/Штраф | Очки    | Место   | Время    | Очки  | Место | Сумма | Место |
| ----------------------------------------------- | -------------------- | --------- | -------- | -------- | ---------- | ---------- | ---------- | -------- | -------- | -------- | ----------- | ------- | ------- | -------- | ----- | ----- | ----- | ----- |
| Ахмед Аль-Досари                                | личное первенство    | 189       | 890      | 40       | 30-34      | 735        | 39         | 3:51.740 | 1020     | 61       | 119.09/250  | 816     | 51      | 13:15.38 | 1180  | 14    | 4641  | 47    |
| Салех Фахран                                    | личное первенство    | 182       | 736      | 62       | 36-28      | 847        | 18         | 3:40.470 | 1112     | 51       | 105.21/270  | 824     | 50      | 13:48.65 | 1081  | 27    | 4641  | 47    |
| Абдулрахман Халид                               | личное первенство    | 198       | 1088     | 1        | 25-39      | 650        | 56         | 3:43.040 | 1088     | 57       | 168.65/340  | 628     | 59      | 13:59.74 | 1048  | 37    | 4502  | 52    |
| Ахмед Аль-Досари Салех Фахран Абдулрахман Халид | командное первенство |           | 2714     | 11       |            | 2232       | 14         |          | 3220     | 18       |             | 2268    | 15      |          | 3309  | 8     | 13743 | 15    |

### Фехтование
Спортсменов — 4
Мужчины
| Спортсмен                                                    | Дисциплина      | Первый раунд | 1/8 финала            | Четвертьфинал         | Полуфинал             | Финал                 | Итоговое место |
| Спортсмен                                                    | Дисциплина      | Соперники | Соперник              | Соперник              | Соперник              | Соперник              | Итоговое место |
| ------------------------------------------------------------ | --------------- | --- | --------------------- | --------------------- | --------------------- | --------------------- | -------------- |
| Ахмед Аль-Досари                                             | Шпага           | CANАлан Коте В 5-4 ESPАнхель Фернандес П 1-5 BRAДуглас Фонсека П 3-5 CHNМа Цзи П 4-5 GDRТорстен Кюнемунд П 2-5        | Завершил выступления  | Завершил выступления  | Завершил выступления  | Завершил выступления  | 69             |
| Салех Фахран                                                 | Шпага           | CANМишель Дессуро В 5-3 KUWХалид Яхрами П 3-5 GBRХью Керноган П 4-5 AUTЙоханнес Нагеле П 4-5 ITAСтефано Пантано П 0-5 | Завершил выступления  | Завершил выступления  | Завершил выступления  | Завершил выступления  | 68             |
| Абдулрахман Халид                                            | Шпага           | GDRУве Прошке В 5-2 HKGЧан Кайсен П 1-5 BELТьери Сумажне П 0-5 SUIМишель Поффе П 0-5                                  | Завершил выступления  | Завершил выступления  | Завершил выступления  | Завершил выступления  | 66             |
| Ахмед Аль-Досари Салех Фахран Абдулрахман Халид Халифа Хамис | Командная шпага | Швеция П 3-9 Венгрия П 1-9                                                                                            | Завершили выступления | Завершили выступления | Завершили выступления | Завершили выступления | 16             |

### Тхэквондо
Спортсменов — 3
| Анвар Мохамед   | до 64 кг    | Альдаихани Кувейт П | Завершил выступления | Завершил выступления | Завершил выступления | Завершил выступления | Завершил выступления | Завершил выступления |
| Валид Аль-Хашаш | до 83 кг    | Хассан США П        | Завершил выступления | Завершил выступления | Завершил выступления | Завершил выступления | Завершил выступления | Завершил выступления |
| Рашид Бадур     | свыше 83 кг | Майер Нидерланды П  | Завершил выступления | Завершил выступления | Завершил выступления | Завершил выступления | Завершил выступления | Завершил выступления |